# 札幌市交通資料館
札幌市交通資料館（さっぽろしこうつうしりょうかん）は、北海道札幌市南区にある札幌市交通事業振興公社（札幌市交通局の外郭団体）が運営する鉄道保存展示施設。札幌市営地下鉄南北線自衛隊前駅の南側高架下及び西隣に設けられている。

## 歴史
- 1972年（昭和47年） - 市電全廃計画を契機としてこれまでの札幌の交通の歴史を残すために、幌北車庫や交通局ロビーに保管・展示されていた旧型電車や電装品等の資料を集約する形で中央区南21条の電車車輌基地跡地を用いての交通博物館建設の構想が出された[1]。しかしその後、一条線（一部）・山鼻線・山鼻西線と、その車両基地である電車車両センターの存続が決まる。
- 1975年（昭和50年）
  - 2月 - さっぽろ雪まつりの期間中、現資料館の位置で臨時開館。
  - 5月 - 正式に開館。
    - この間市営地下鉄1000形電車・第4次高速試験車「すずかけ」など展示物の追加が行われる。
- 2007年（平成19年）7月21日 -　「市営バス展示室」オープン。市営バス2両を新たに展示保存。なお、この少し前に保存状態が悪い一部の展示物を撤去している。
- 2017年（平成29年）9月 - リニューアル工事着工、2024年度（令和6年度）まで休館[2]。
- 2024年（令和6年）
  - 4月27日 - プレオープン営業実施。
  - 5月1日 - リニューアルオープン[2]。本館屋内展示室面積を290㎡から約1.6倍の471㎡に拡張[2]。

## 施設
2024年5月のリニューアルオープンで展示コーナーの構成が改められた。リニューアル前の屋内展示場は高架下の橋脚で仕切られたスペース2つ分を利用しており、室内はコの字形をしていた。それを挟む形で屋内展示場の南北の高架下スペースに第1展示場が、高架と交差する道路を挟んだ南側に第2・第3展示場が設けられていたが、リニューアルによって新たに高架西側のスペースに本館が建てられ、こちらが新たな屋内展示場になった。なおこの本館は2階建てで、2階部分は南北線の乗務員らが使用する施設になっている。

### 屋内展示場館内
- ウェルカムコーナー - 札幌市営地下鉄や札幌市電のパネルを設置した「なりきり写真館」などがある[2][3]。
- ヒストリーコーナー - 大正時代の市電の木造2軸電車「10形22号」のほか、切符、部品や機器類、写真、路線図、車両の模型などを展示する[2][3]。
- 体験コーナー - 実物の運転台機器でジオラマ内の線路を走行する地下鉄車両の模型（模型には小型カメラが設置されており、走行路やホームの様子が運転台の前の画面に映し出される）の運転が体験できる「さっぽろ地下鉄ライド」や、各駅や車内のアナウンスが聞ける「市営交通おと図鑑」がある[2][3]。
- 札幌市営交通の誇りコーナー - 安全運行を支える職員などの仕事の内容を、写真入りの解説パネルや制服・用具の見本などの資料で紹介する「市営交通おしごと図鑑」がある[2][3]。

この他に、多目的ルームや公式グッズなどを販売する売店「ミュージアムショップ」が設けられている。

### 屋外展示場
- 第1展示場 - バス4両と地下鉄車両2両（すずかけ）を展示[3]。
- 第2展示場 - 市電車両10両を展示[3]。
- 第3展示場 - 地下鉄車両3両（はるにれと1000形2両）を展示[3]。

## 展示物

### 市電
| 車両の種類 | 車両の種類              | 形式  | 車号      | 製造年 | 備考 |
| ---------- | ----------------------- | ----- | --------- | ------ | --- |
| 客車       | 木造2軸電動客車         | 10    | 22        | 1901年 | リニューアル前は第1展示場のうち高架下の壁で 仕切られたスペース内に、リニューアル後は 位置を移動して屋内ヒストリーコーナーに展示 （2014年に博物館明治村に貸し出され、同年6月から9年間に渡り博物館明治村にて展示されていた） |
| 客車       | 半鋼製2軸ボギー電動客車 | 600   | 601       | 1949年 | |
| 客車       | 鋼製2軸ボギー電動客車   | 320   | 321       | 1957年 | |
| 客車       | 鋼製2軸ボギー電動客車   | Tc1   | Tc1       | 1961年 | 親子電車（連結車）の子車 |
| 客車       | 鋼製2軸ボギー電動客車   | M100  | M101      | 1961年 | 親子電車の親車、2022年搬入 |
| 客車       | 鋼製2軸ボギー内燃客車   | D1040 | D1041     | 1964年 | 日本唯一の路面電車形ディーゼルカー群の一形式 |
| 客車       | 鋼製2連連接電動客車     | A800  | A801-A802 | 1963年 | |
| 除雪車     | ブルーム式2軸電動車     | 雪    | 8         | 1951年 | |
| 除雪車     | プラオ式2軸電動除雪車   | 雪    | 11        | 1958年 | |
| 除雪車     | ブルーム式内燃除雪車    | 雪    | DSB1      | 1961年 | |

### 地下鉄
| 車両の種類 | 形式        | 車号                  | 製造年 | 備考                         |
| ---------- | ----------- | --------------------- | ------ | ---------------------------- |
| 客車       | 1000 (2000) | 1001-1002 (2320-2420) | 1970年 |                              |
| 客車       | 6000        | 6101                  | 1975年 | 正面貫通扉部分のみ・屋内展示 |
| 試験車     | はるにれ    | はるにれ              | 1965年 | 第3次試験車                  |
| 試験車     | すずかけ    | すずかけ              | 1967年 | 第4次試験車                  |

### バス
| 製造者・車種         | 車号      | 製造年 | 備考 |
| -------------------- | --------- | ------ | --- |
| 三菱・ローザ         |           | 1963年 | |
| いすゞ・BX95         | 402       | 1955年 | |
| 日野・ブルーリボン   | 東ひ87-41 | 1987年 | リニューアル前の一時期は第1展示場のうち、アコーディオンカーテン 式の扉で仕切られた高架下のスペース内に展示していた。 なお、現在は外から見える状態で展示されている |
| いすゞ・キュービック | 新い94-6  | 1994年 | リニューアル前の一時期は第1展示場のうち、アコーディオンカーテン 式の扉で仕切られた高架下のスペース内に展示していた。 なお、現在は外から見える状態で展示されている |

### 過去の展示物
| 車両の種類                                  | 製造年     | 撤去年 | 備考                                  |
| ------------------------------------------- | ---------- | ------ | ------------------------------------- |
| いすゞ・BC151P（観光バス） すずかけ         | 1959年     | 2006年 | ステンレス車体・側天窓つき            |
| 日産ディーゼル・4RA103（観光バス） えぞまつ | 1964年     | 1983年 | 側天窓つき                            |
| 藻岩山ロープウェイのゴンドラ                | 1958年     | 2006年 | 循環式を採用していた時期のもの        |
| A850形連結電車（A851-A852）                 | 1965年改造 | 1983年 | 570形を2両連結化した車両              |
| 550形ボギー電車（551）                      | 1952年     | 1983年 |                                       |
| ブルーム式2軸電動車（雪6・雪7）             | 1951年     | 1983年 | 現存する雪8の同型車で、鋼体化改造済み |
| 高速電車用試験除雪車（ブルーム式）          | 1066年改造 | 2006年 | 第1次試験車を改造した車両             |
| 高速電車用試験除雪車（真空吸引式）          | 1967年     | 2006年 |                                       |

この他、進駐軍払い下げのレッカー車やトラック改造の架線作業車や、市電の郊外区間の除雪に使用された「タイヤドーザー」と称される工事用車両などが展示されていた。また保存車のうち路面電車は、初期はD1041と連接・連結車と除雪車を除き、バスなどと同様に高架に対して垂直向きに置かれていたが、後に向きを整理して全車が高架と平行の向きとなった。

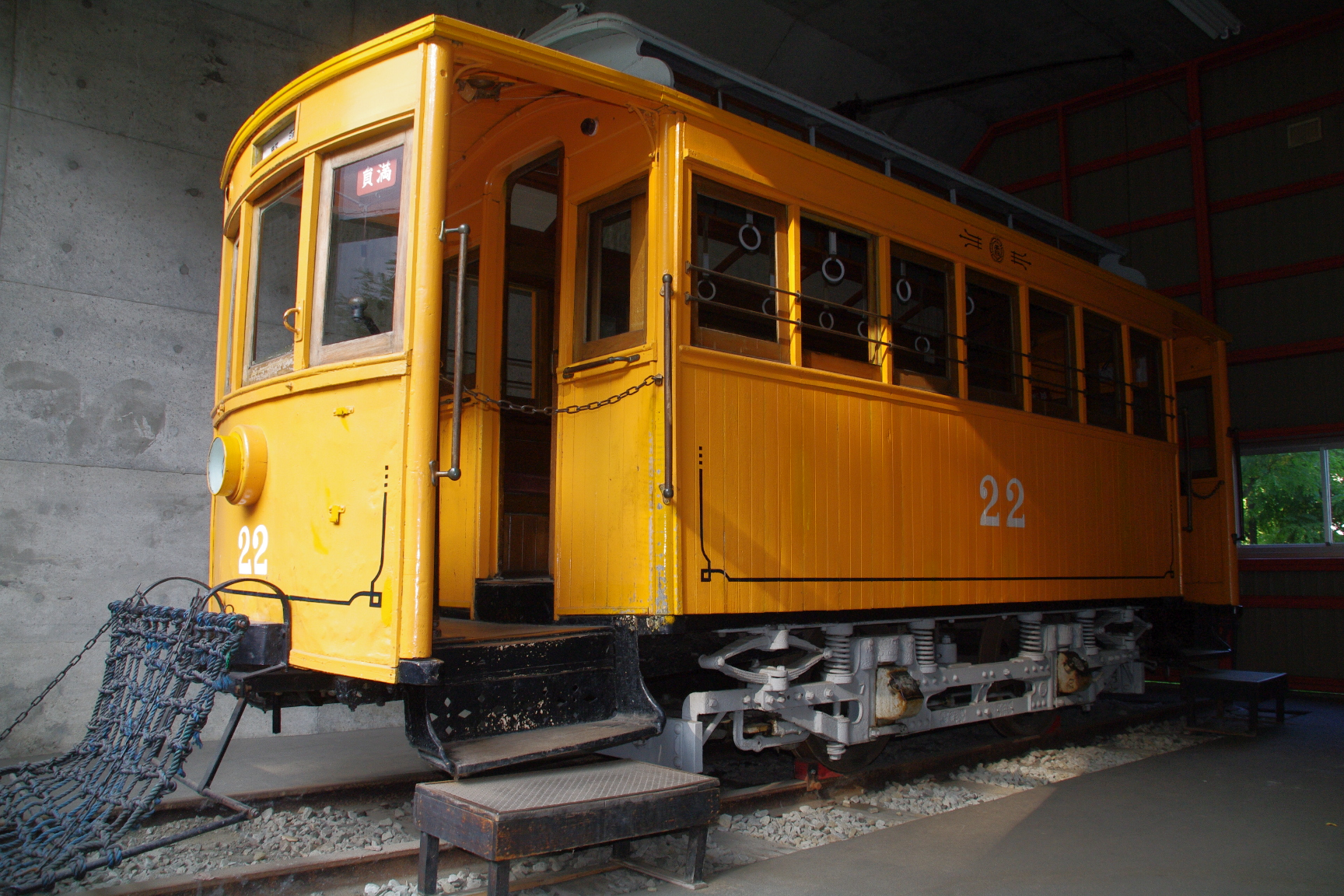
市電10形電車22号 （塗装変更前）
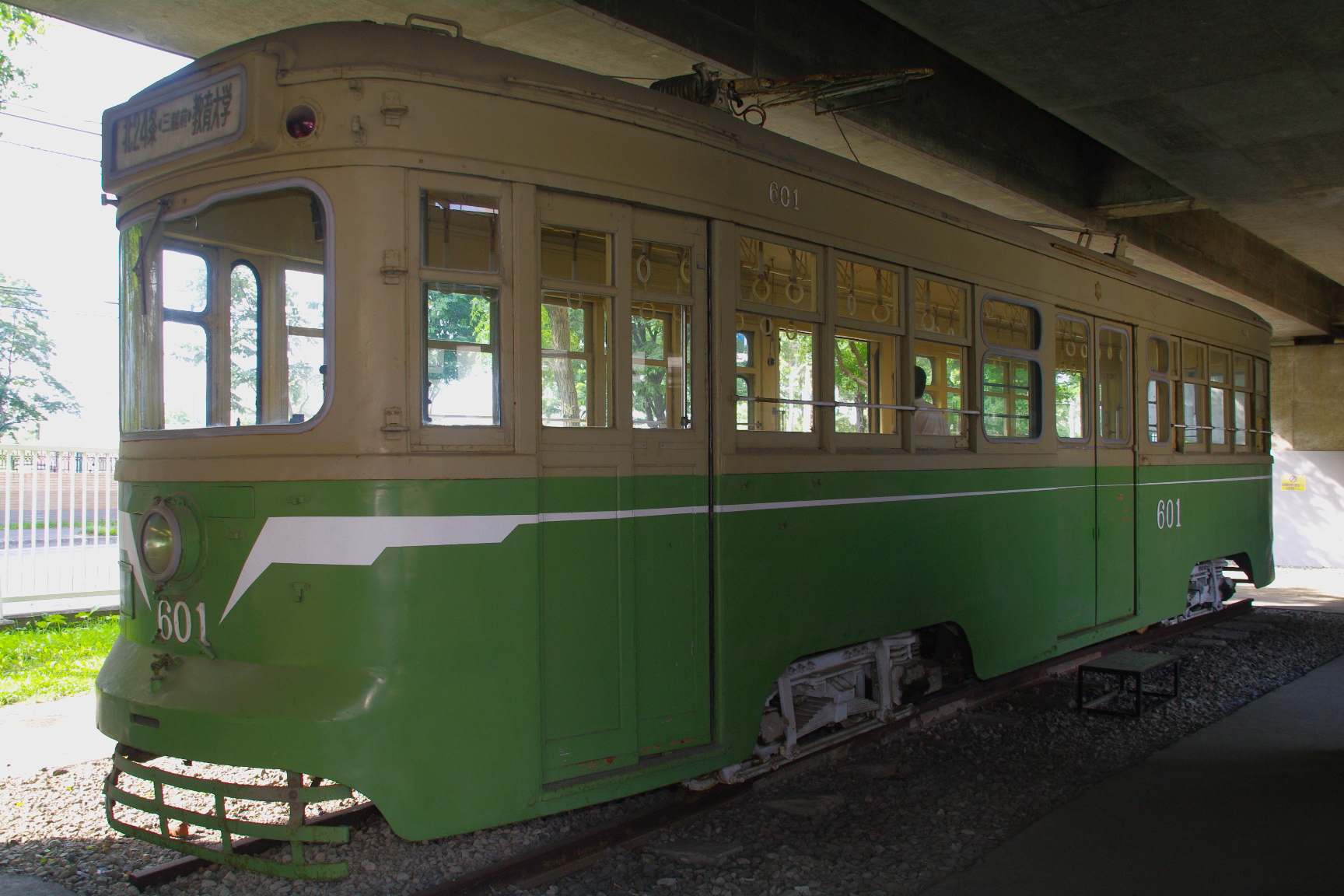
市電600形電車601号
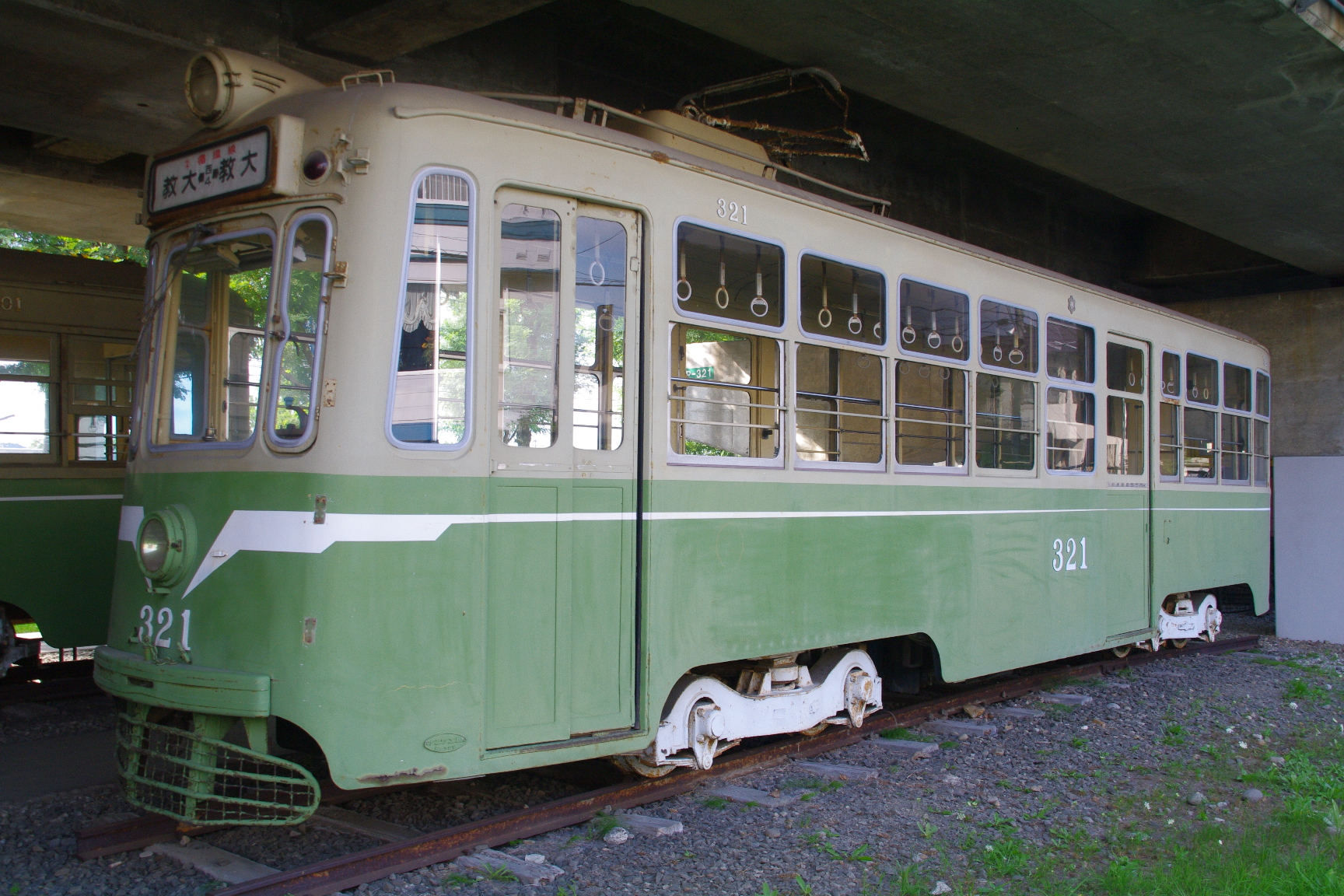
市電320形電車321号
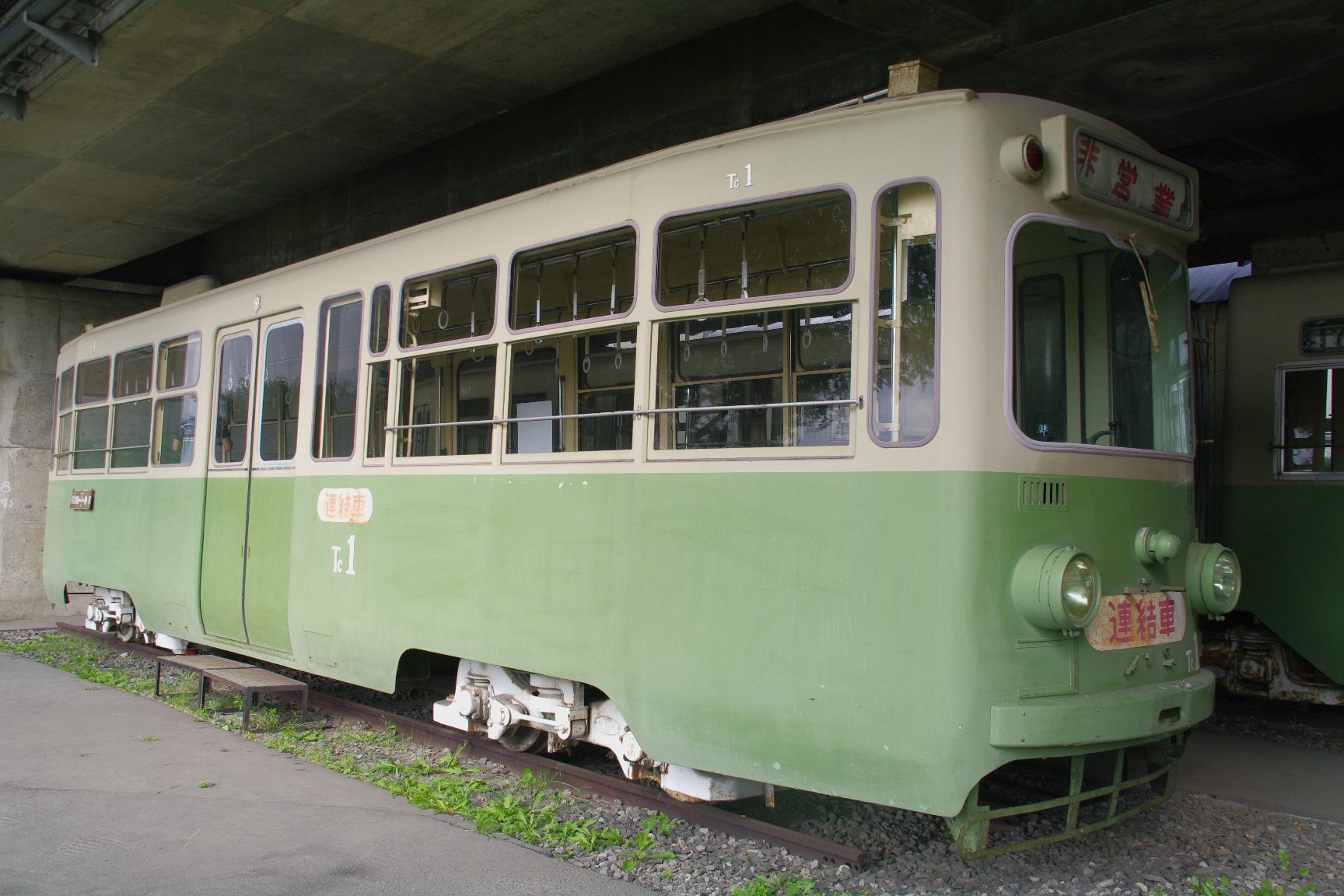
市電M100形電車Tc1号 （白帯追加前）
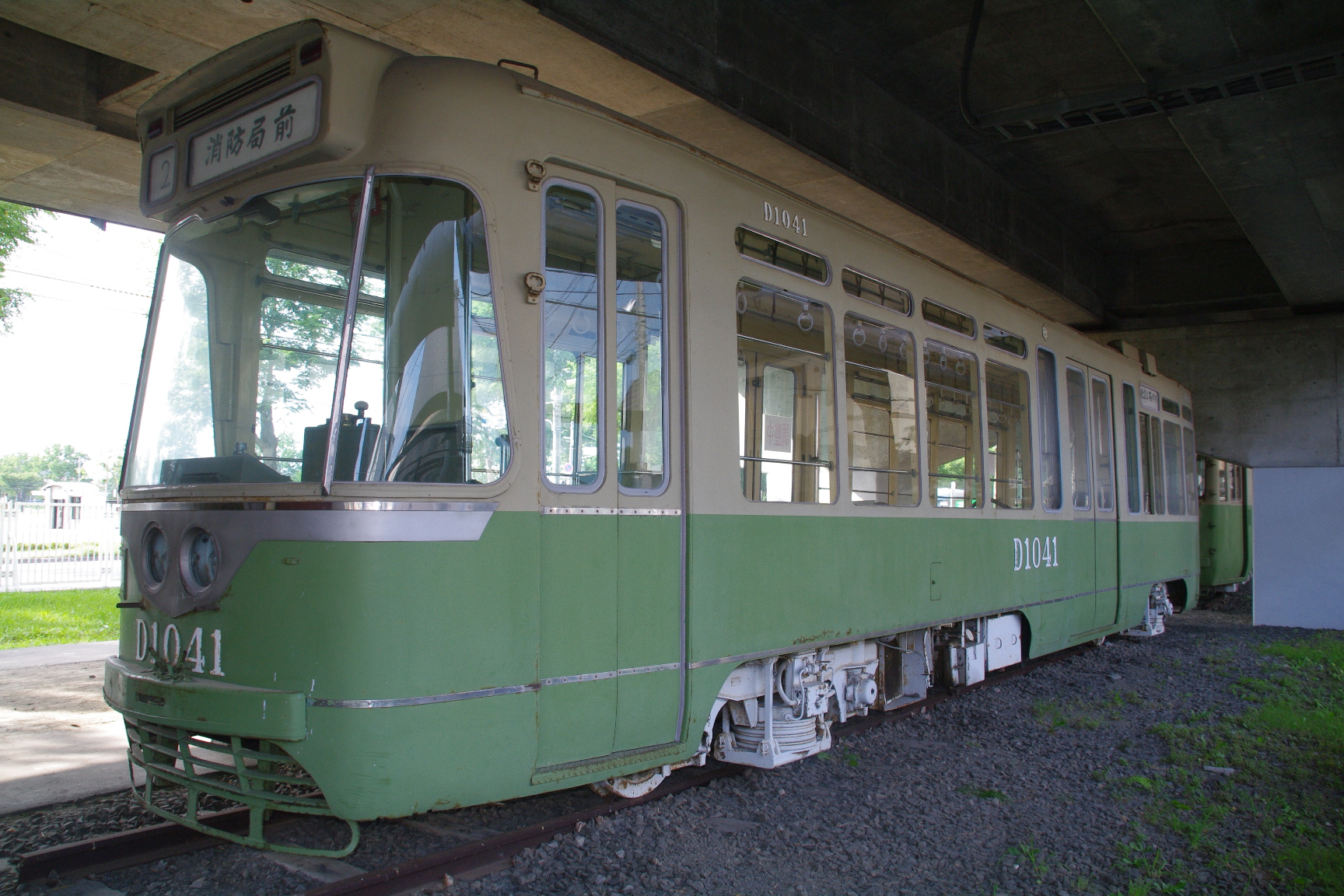
市電D1040形気動車D1041号
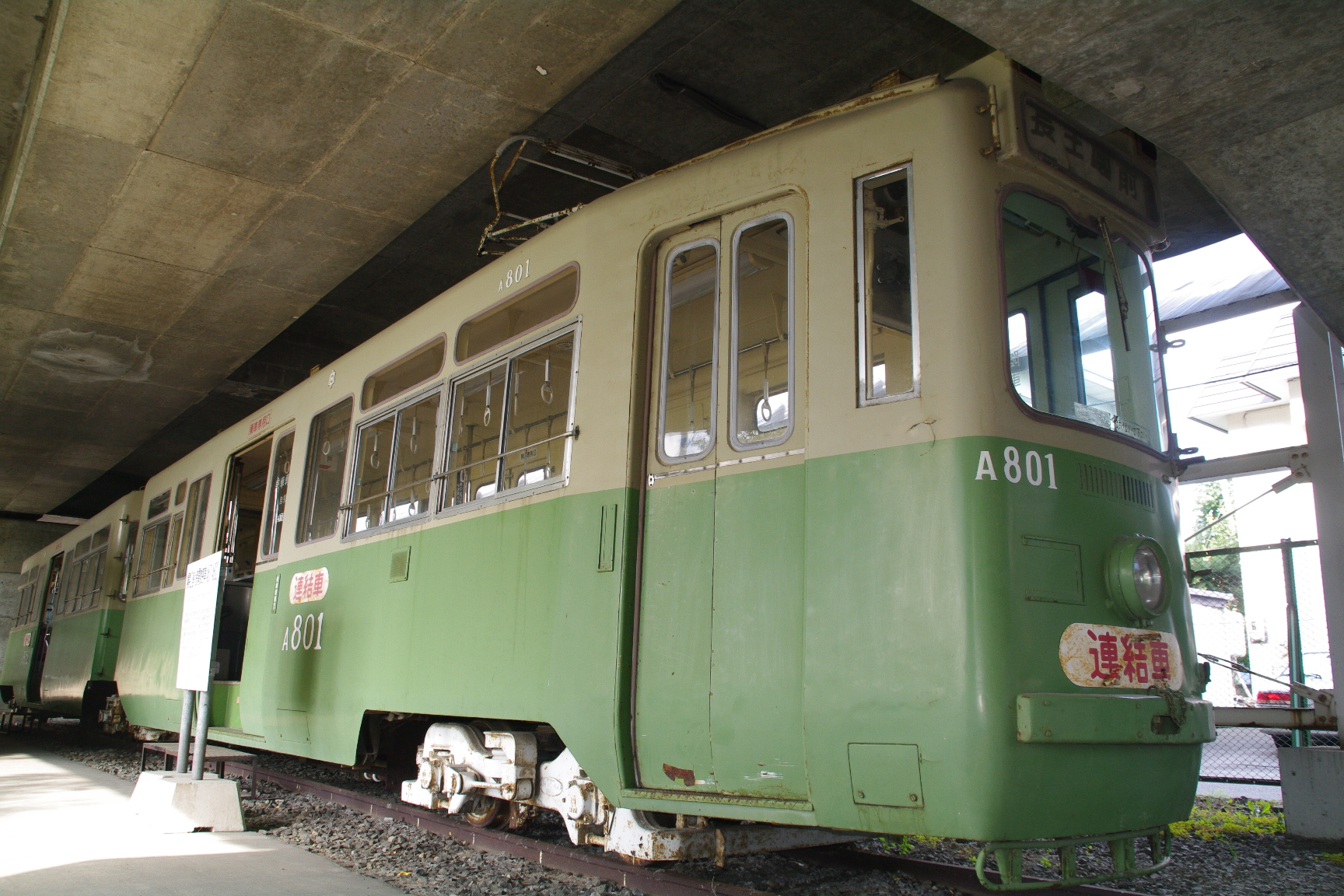
市電A800形電車A801号
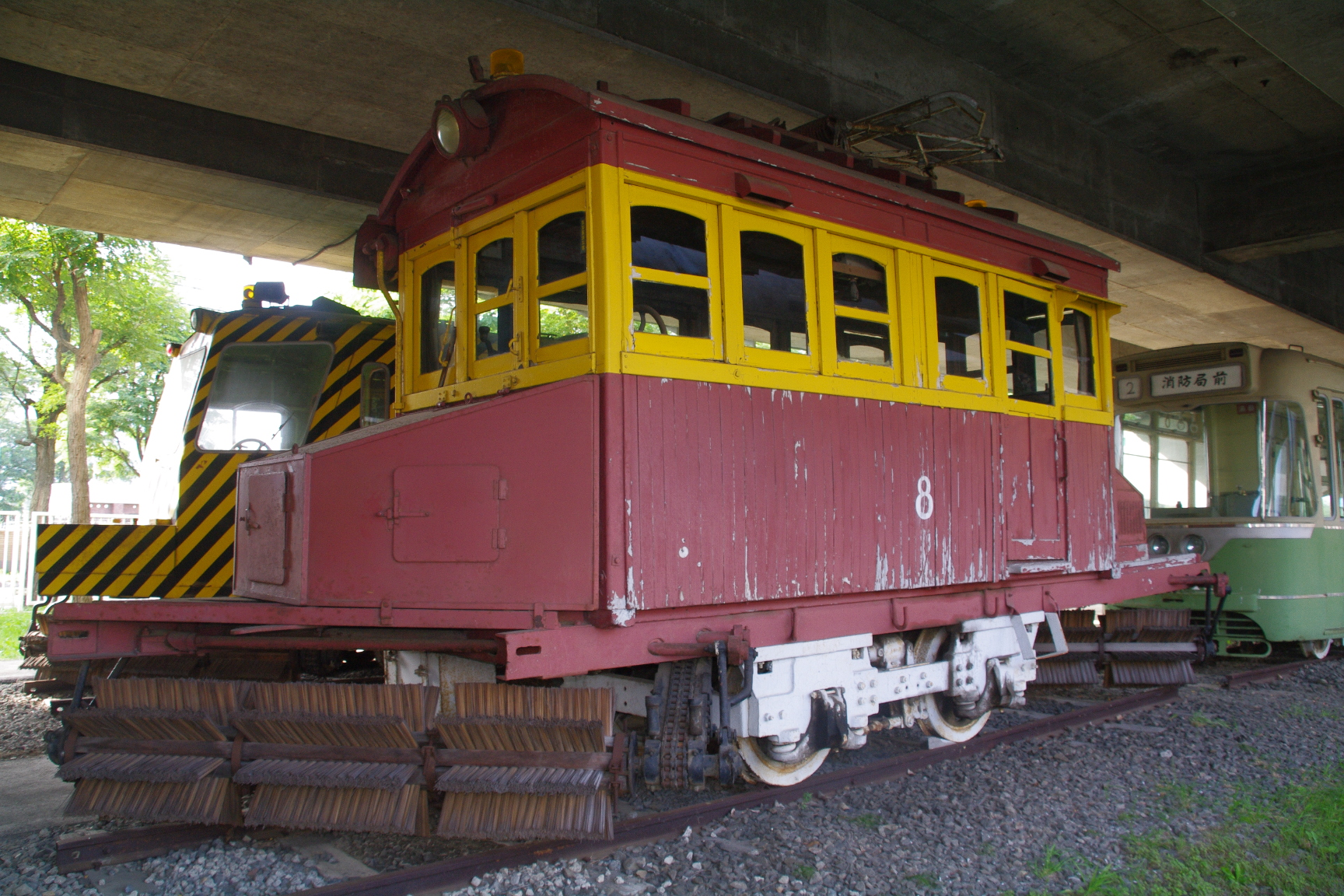
市電雪8号
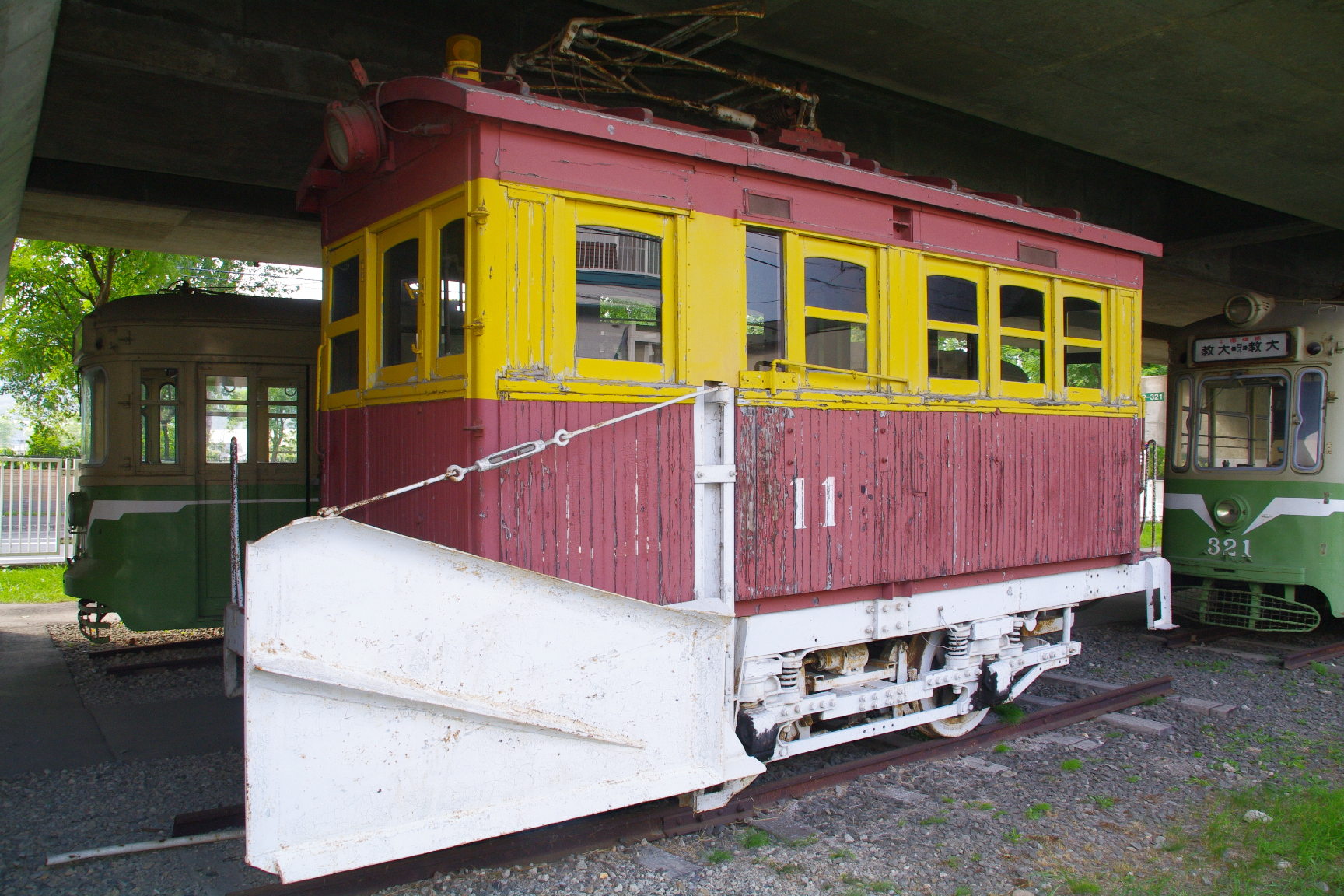
市電初代雪11号
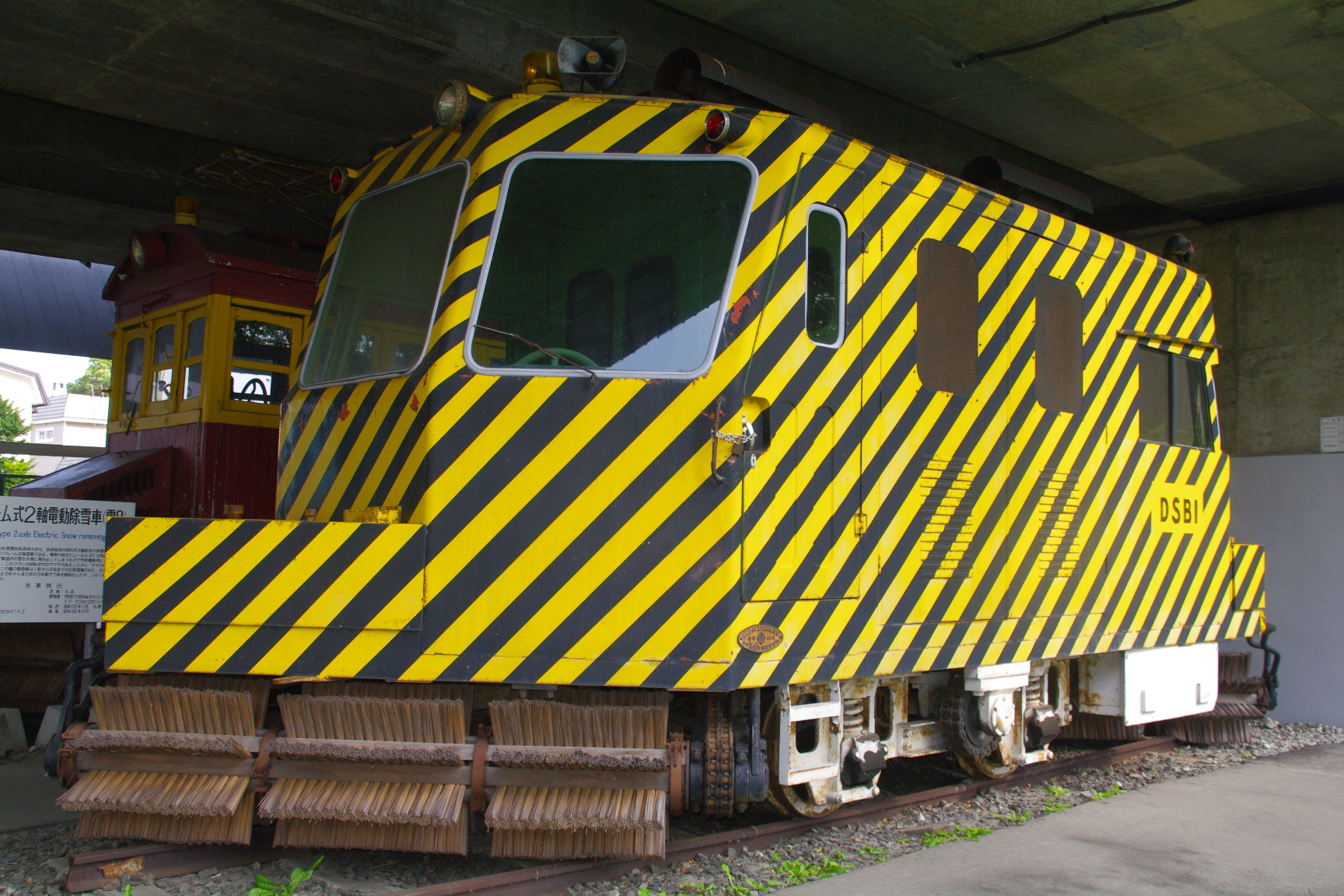
市電DSB1形
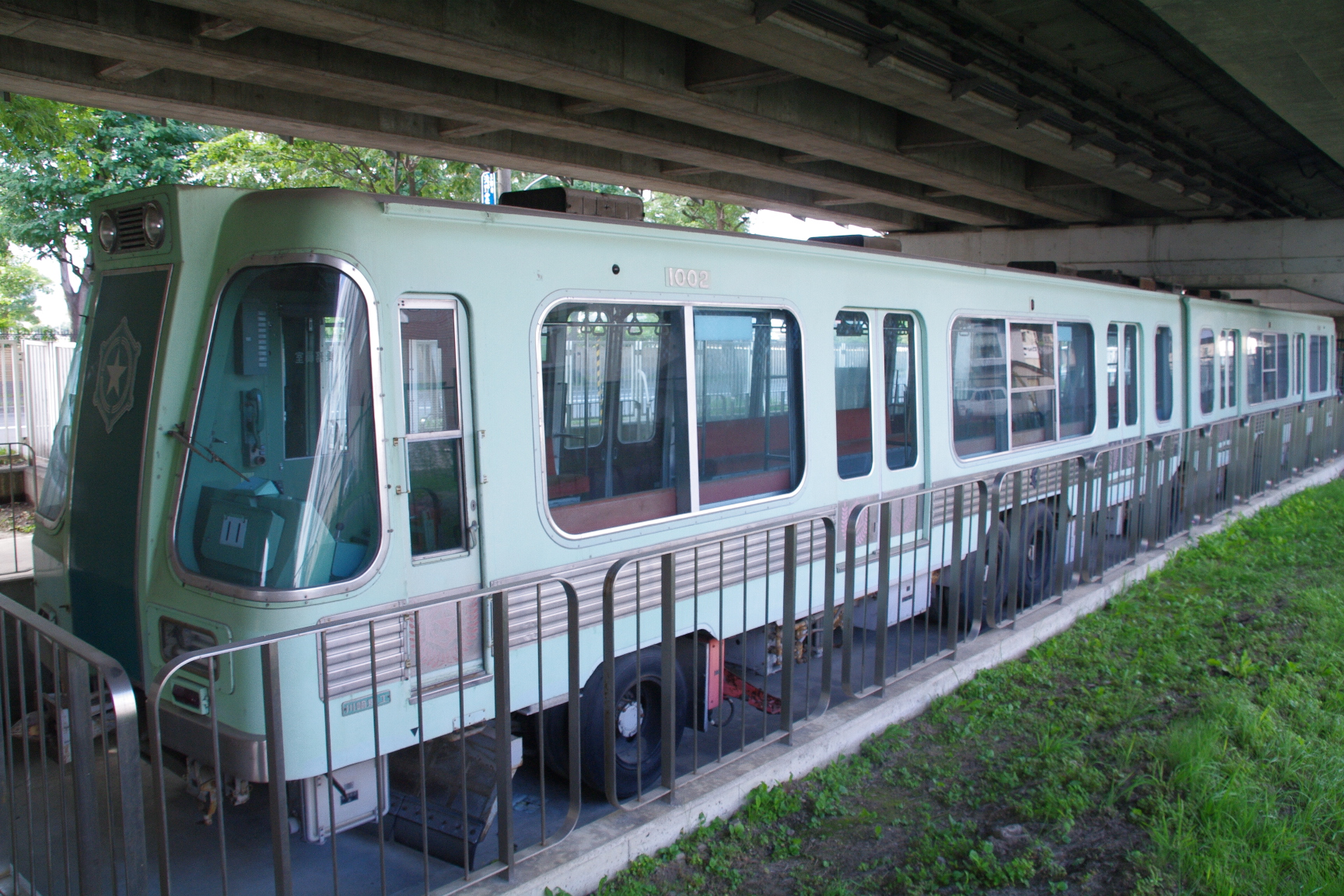
地下鉄1000形電車
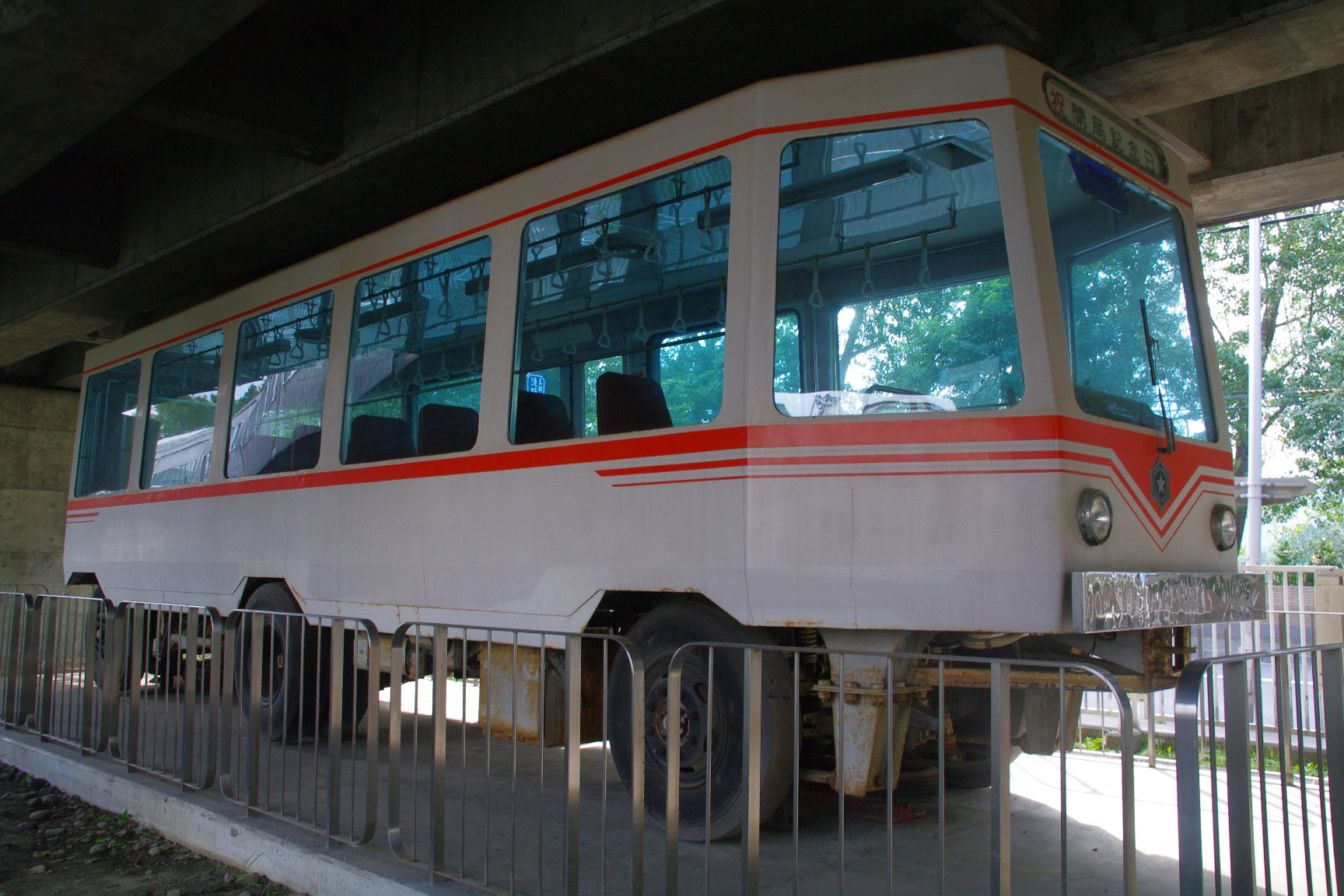
地下鉄試験車はるにれ
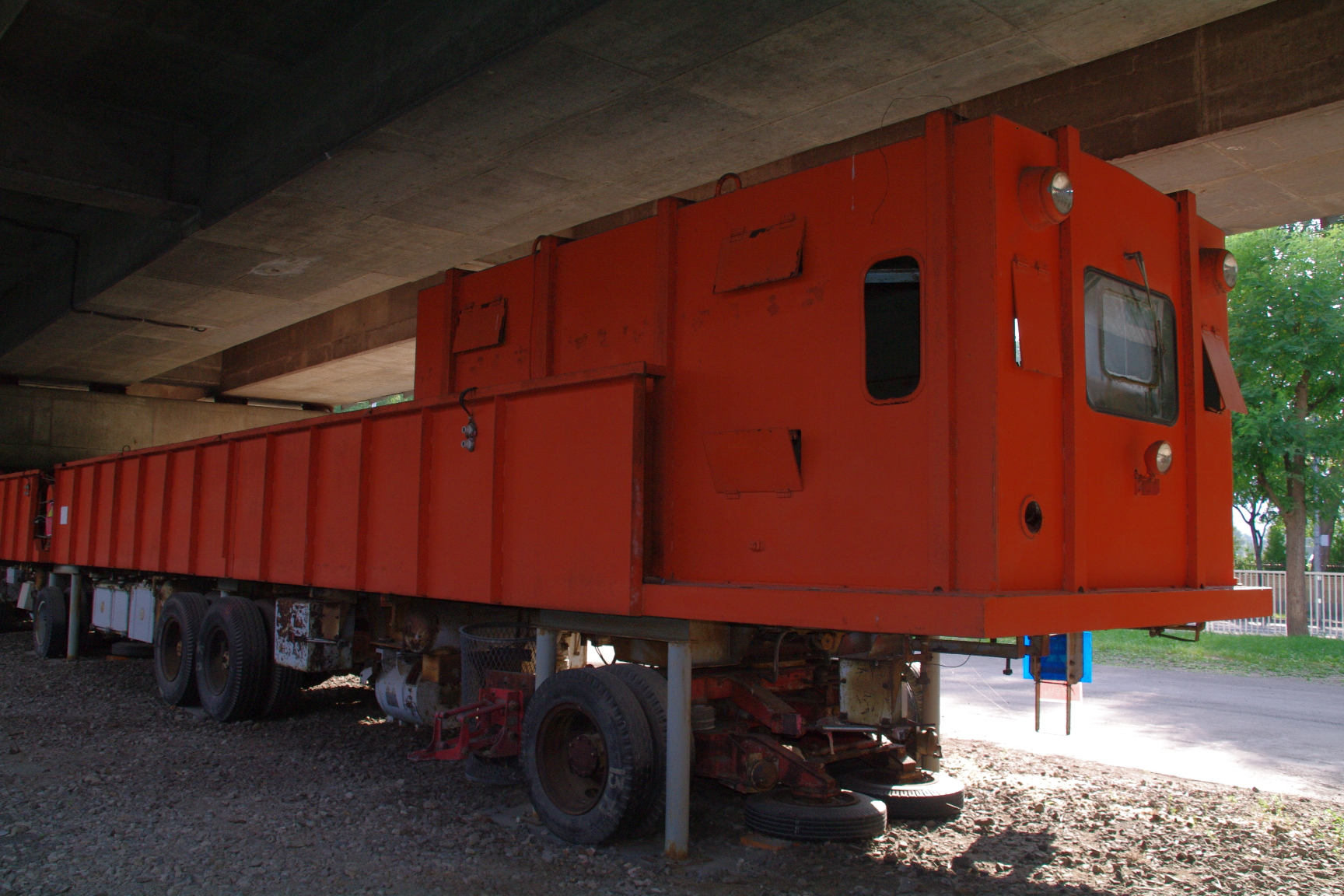
地下鉄試験車すずかけ
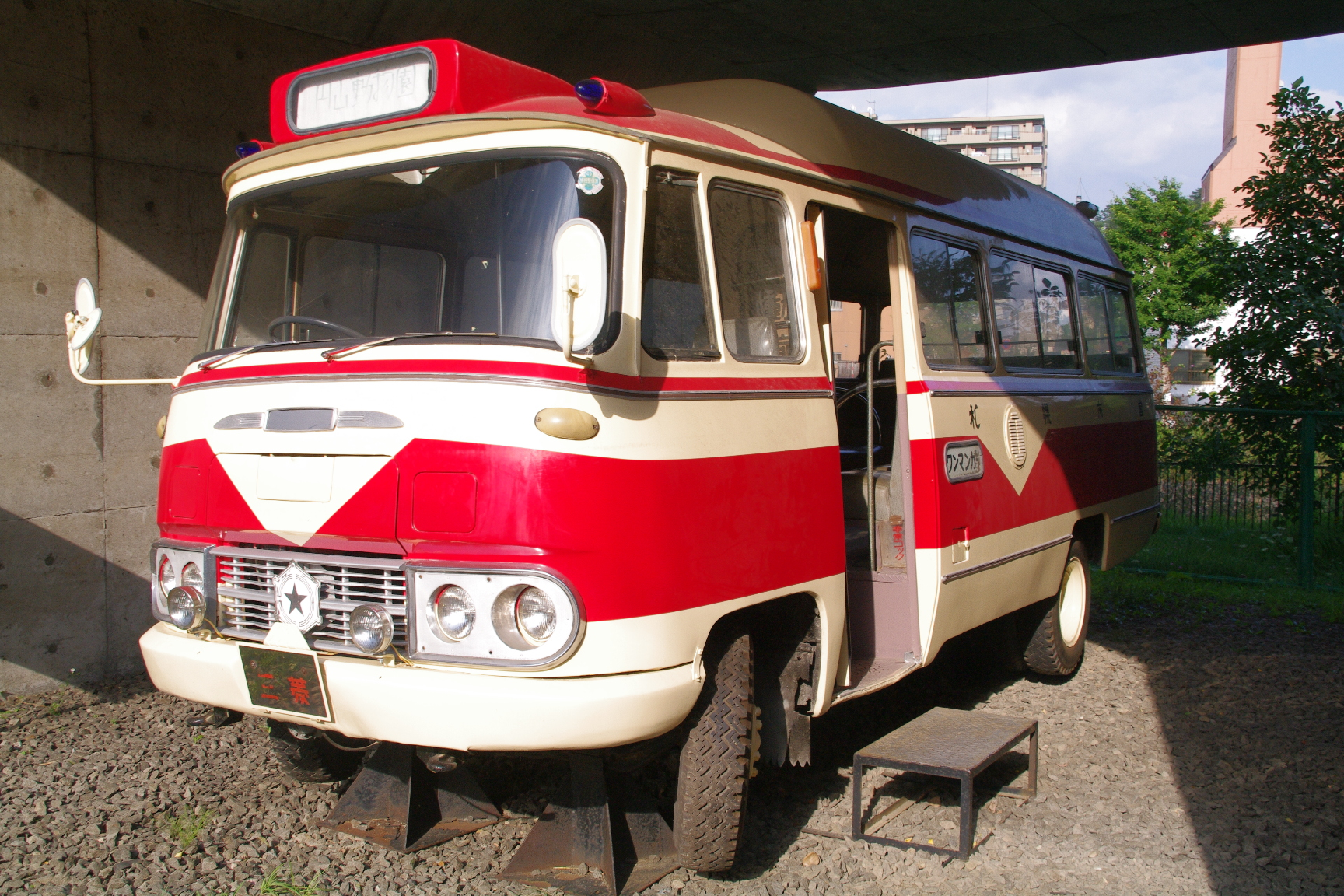
マイクロバス
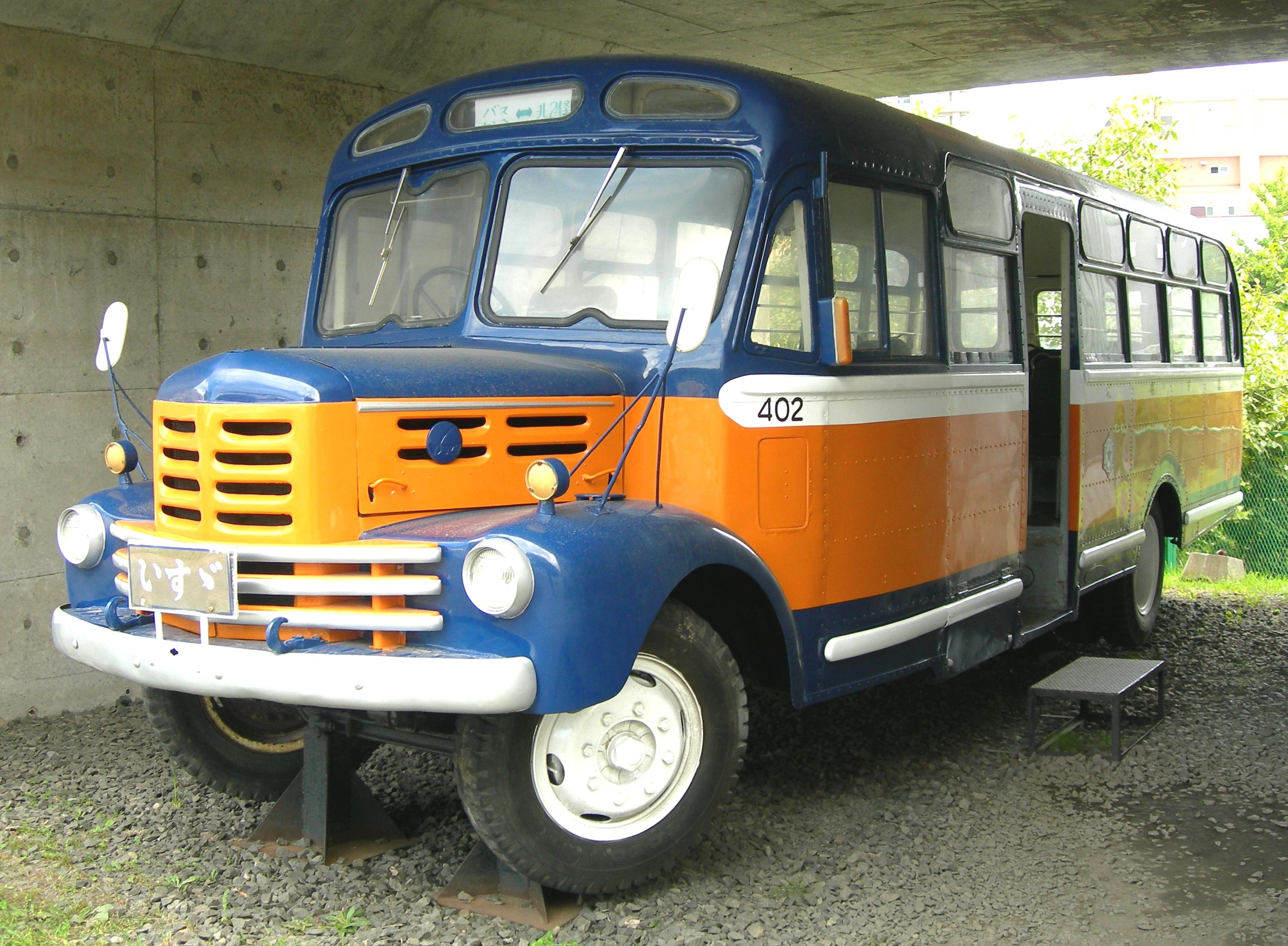
ボンネットバス
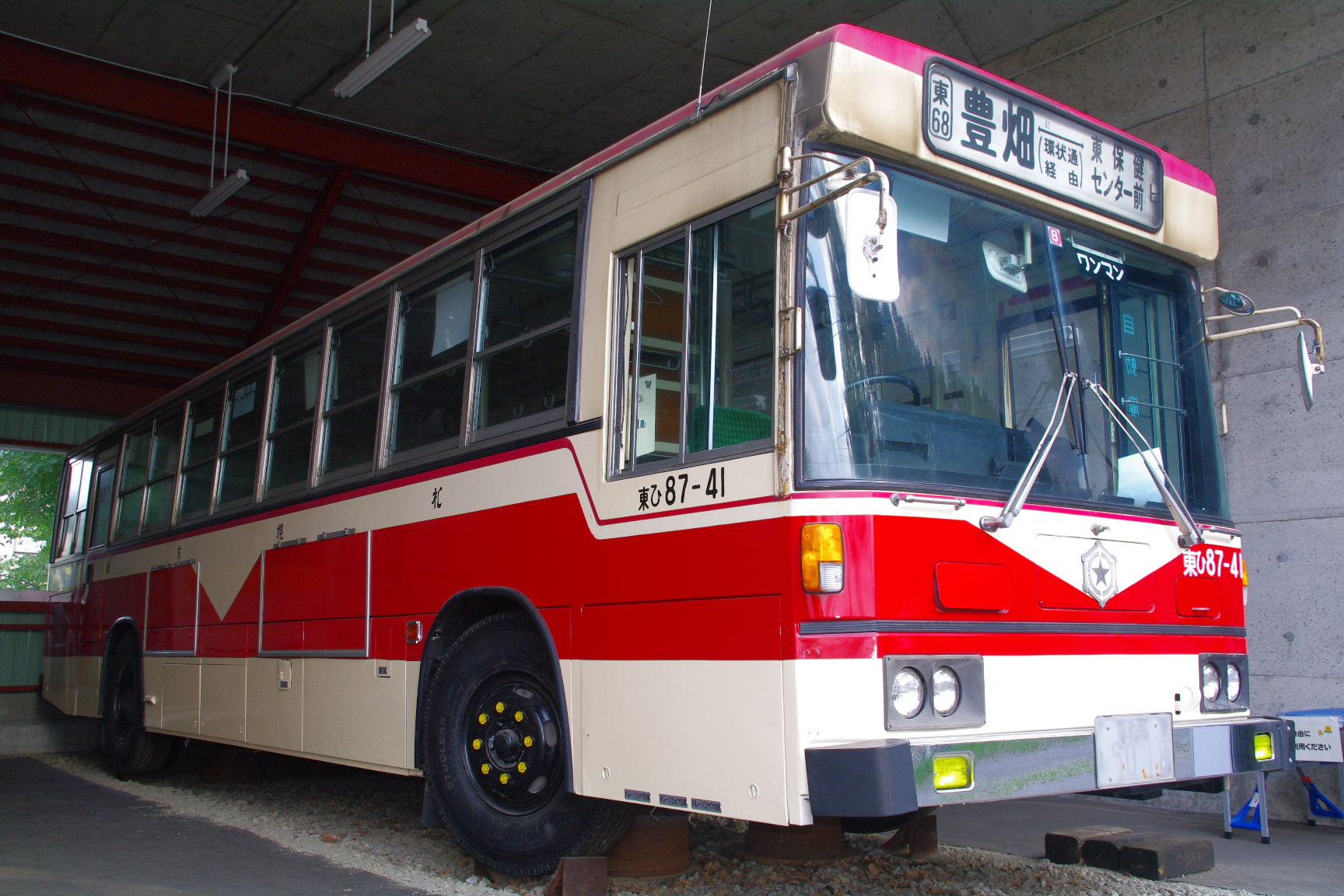
旧塗装市営バス
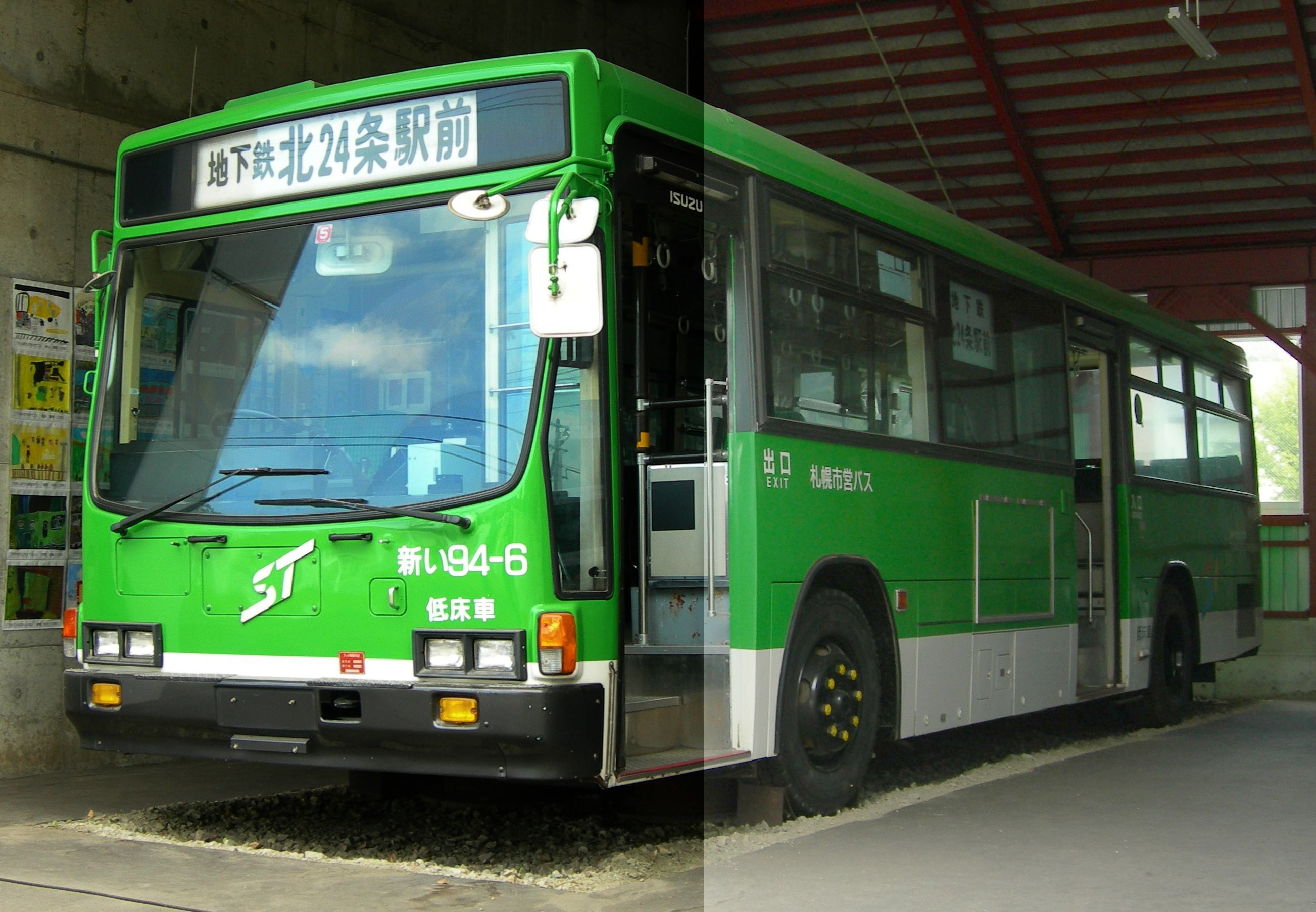
新塗装市営バス
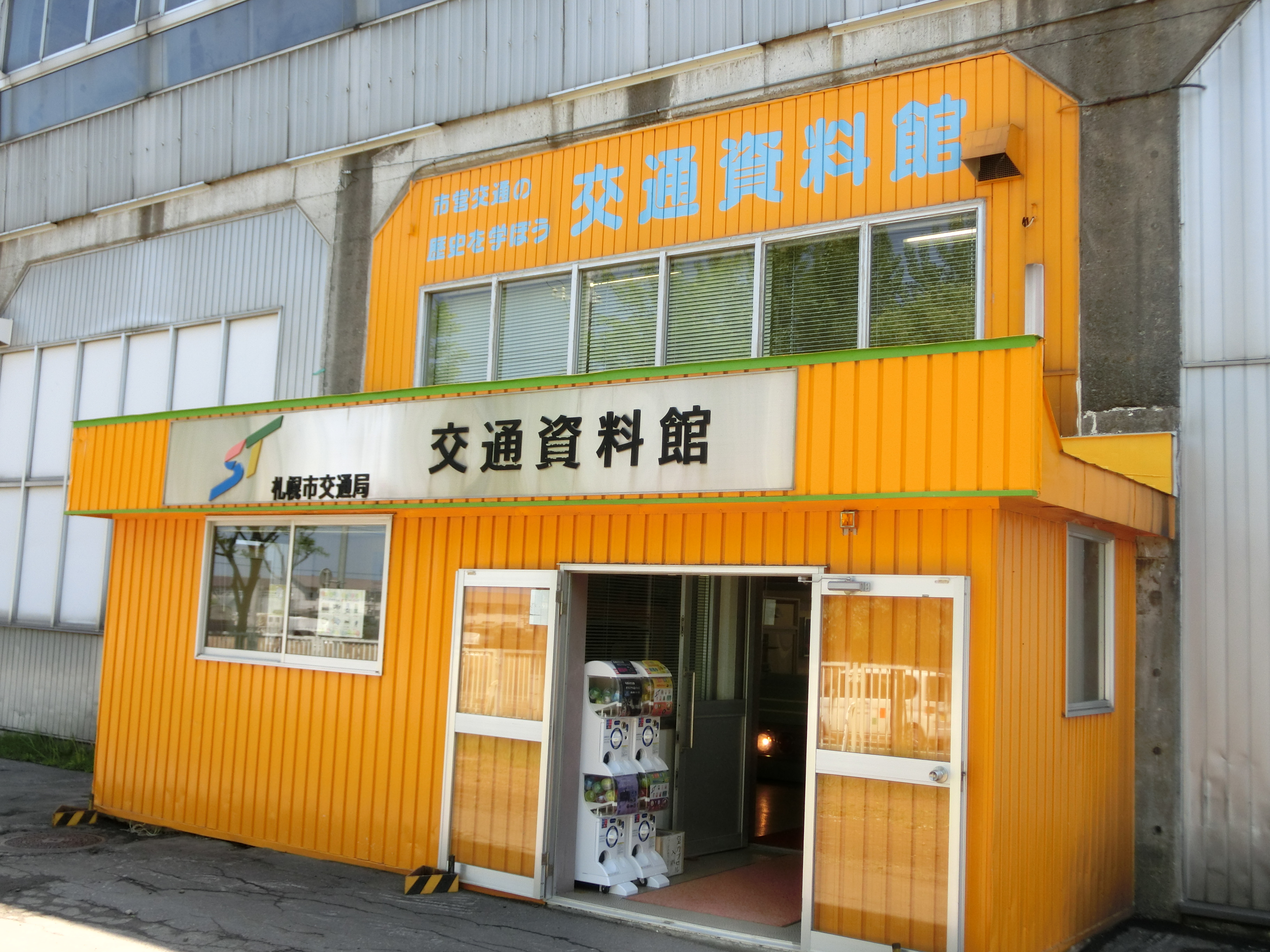
リニューアル前の交通資料館の屋内展示場。 出入口のある部分及び、写真左隣の高架下スペースを利用している（2016年）